# امبیوالی تارف ونخال
امبیوالی تارف ونخال (به انگلیسی: Ambivali Tarf Wankhal) یک منطقهٔ مسکونی در هند است که در مهاراشترا واقع شده‌است.

## خصوصیات
امبیوالی تارف ونخال ۶٬۷۹۹ نفر جمعیت دارد.